# Стасюк Іван Архипович
Іван Архипович Стасюк (7 лютого 1929, с. Карабіївка Теофіпольського р-ну Хмельницької обл — 7 лютого 2009 р) — державний і громадський діяч, педагог, професор Кам'янець-Подільського національного університету ім. І. Огієнка, голова Теофіпольської районної організації Національної спілки краєзнавців України (з 1999 р.), член Національної спілки журналістів України.

## Біографія
Народився Іван Архипович 7 лютого 1929 р. в с. Карабіївка Теофіпольського р-ну Хмельницької обл. у селянській сім'ї. Дитячі та юнацькі роки припали на складні 1930-ті роки та на роки воєнного лихоліття і повоєнну відбудову краю. У 1951 р. закінчив Кременецький сільськогосподарський технікум. Був мобілізований в армію. У 1953—1956 роках працював секретарем Теофіпольського райкому комсомолу. У 1960 р. здобув вищу освіту в Дніпропетровську. З 1966 р. двадцять років обіймав посади заступника голови Теофіпольського райвиконкому і голови виконкому Теофіпольської селищної ради. Саме з його ім'ям теофіпольці зв'язують побудову в райцентрі одного з великих у Європі цукрових заводів, газифікацію, спорудження житла, упорядкування і доброустрою Теофіполя, повсякденною турботою про людей краю. У 1985—1989 рр. І. А. Стасюк працював директором школи, викладав історію і навсправжки захопився дослідженнями рідного довкілля. В 1989—1991 роках був помічником народного депутата СРСР В. К. Шуляка, а пізніше помічником-консультантом народного депутата України В. Ф. Бортника. Працював редактором, кореспондентом місцевої газети «Червона зірка» (1980-ті рр.).

## Краєзнавча діяльність
З 1962 р. Іван Стасюк займався дослідженнями історії рідного краю, постійно публікувався у місцевій періодиці. В томі «Історія міст і сіл УРСР. Хмельницька область» (1971) вміщено його розгорнуті нариси про Теофіполь та Волочиськ. У 1970-80-ті роки він опублікував серію нарисів з історії сіл району в місцевій газеті «Червона зірка». Вийшовши на пенсію, з 1992 року і до останнього дня свого життя Іван Архипович повністю поринув у громадську роботу на тлі краєзнавчого руху в районі. Згуртувавши навколо себе однодумців, Іван Архипович очолив у 1992 р. Теофіпольське відділення Всеукраїнської спілки краєзнавців, з 1999 року став завідувачем Теофіпольського відділу Центру дослідження історії Поділля.  Для того, щоб надати наукового характеру своїм публікаціям, він став постійно працювати в центральних державних архівах Петербурга, Москви, Києва, Львова, обласних держархівах Хмельницького, Житомира, Рівного та інших і зібрав звідти тисячі маловідомих історичних документів і матеріалів про свій край. Це дало змогу йому підготувати капітальні археографічні історико-меморіальні видання «Навічно в пам'яті народній» (1995), як Книгу Пам'яті про загиблих теофіпольців у роки Другої світової війни, «Трагічні долі репресованих теофіпольців» (2000, т.1-2, разом 1294 с.), У цих томах зібрано понад 5 тис. біографічних довідок  про трагічні долі краян. У співпраці з київськими архівістами підготував двотомник «Історія Теофіпольщини. Історичний нарис та збірник документів Центрального державного історичного архіву України у м. Києві» (2003, 2007), який став вагомим внеском в джерелознавчу базу української історичної науки та в розвиток наукового краєзнавства, хрестоматією для освітян і краєзнавців району.
І. А. Стасюку по праву належить першість в Україні у створенні повнокровних нарисів з історії всіх населених місць краю. У 1993 році ним видано книгу «Теофіпольщина. Сторінки історії сіл району», в якій створено нариси про всі 54 населенні місця краю. Згодом він здійснив друге розширене видання «Історія міст і сіл Теофіпольського району Хмельницької області» (2005, т. 1-2). Значення цих книг полягає в тому, що вони, висвітлюючи об'єктивну історію подій, започаткували на практиці реалізацію проєкту перевидання тому «Історія міст і сіл України. Хмельницька область» в новій редакції.
Водночас Іван Архипович є автором монографій і книг з історії рідного краю:
- «Новоставці: історико-документальний нарис» (1992),
- «Історія Теофіполя» (2001),
- «Історія Теофіпольщини в уславлених іменах» (2004),
- «Ямпіль на Горині» (2005),
- «Історія Теофіпольської єврейської общини» (2007),
- навчального посібника для шкіл «Нариси історії Теофіпольщини» (1993) та інших.

За підрахунками, І. А. Стасюком опубліковано до 20-ти солідних окремих видань загальним обсягом до шести тисяч сторінок, які склали розгорнуту енциклопедію рідного краю.
Усі його праці було презентовано та досить на високому рівні оцінено. Так, у вересні 1999 р. в Кам'янець-Подільському університеті на історичному факультеті відбулася презентація всіх його книг. В 2000 році його було обрано почесним професором Кам'янець-Подільського педагогічного університету (нині національний університет імені Івана Огієнка).
З 2009 р. обласною організацією НСКУ була заснована премія імені Івана Стасюка в галузі досліджень історії міст і сіл Хмельниччини, яка вручається щорічно. Першими її лауреатами стали директор Кузьминської ЗОШ І-ІІІ ст. Красилівського району, Почесний краєзнавець України Олександр Байдич, доктор історичних наук, професор Олександр Григоренко з м. Хмельницького, краєзнавець з Деражнянщини Василь Куцюк та ін.

## Нагороди
За багатогранний вклад Івана Стасюка було нагороджено:
- п'ятьма державними орденами й медалями;
- надано звання «Почесний краєзнавець України»;
- ушанований обласною краєзнавчою премією імені Юхима Сіцінського.

## Праці І.А.Стасюка
1. Теофіпольщина: сторінки історії сіл району. — Львів: Каменяр, 1993. — 368 с.
2. Навічно в пам'яті народній: теофіпольці у Великій Вітчизняній війні 1941—1945 рр. — Львів: Каменяр, 1995. — 662 с.
3. Стасюк І. А. Трагічні долі репресованих теофіпольців (Реабілітовані історією) / І.А Стасюк, П. П. Прокопчук, В. П. Шептицький. У 2 т. — Хмельницький: Поділля, 2000. — Т. 1. — 656 с.; Т. 2. –  640 с.
4. Історія Теофіпольщини в уславлених іменах. — Хмельницький: Поділля, 2004. — 190 с.
5. Історія міст і сіл Теофіольського району Хмельницької області. У 2 т. — Хмельницький: Поділля, 2005. — Т. 1. — 456 с.; Т. 2. — 496 с.